# Nepean Point
Nepean Point är en udde i Kanada.   Den ligger i provinsen Ontario, i den sydöstra delen av landet, i huvudstaden Ottawa. 
Terrängen inåt land är platt. Runt Nepean Point är det mycket tätbefolkat, med 1 692 invånare per kvadratkilometer.. Närmaste större samhälle är Ottawa, 2,5 km söder om Nepean Point. 
Runt Nepean Point är det i huvudsak tätbebyggt.